# Rabensteiner Turm

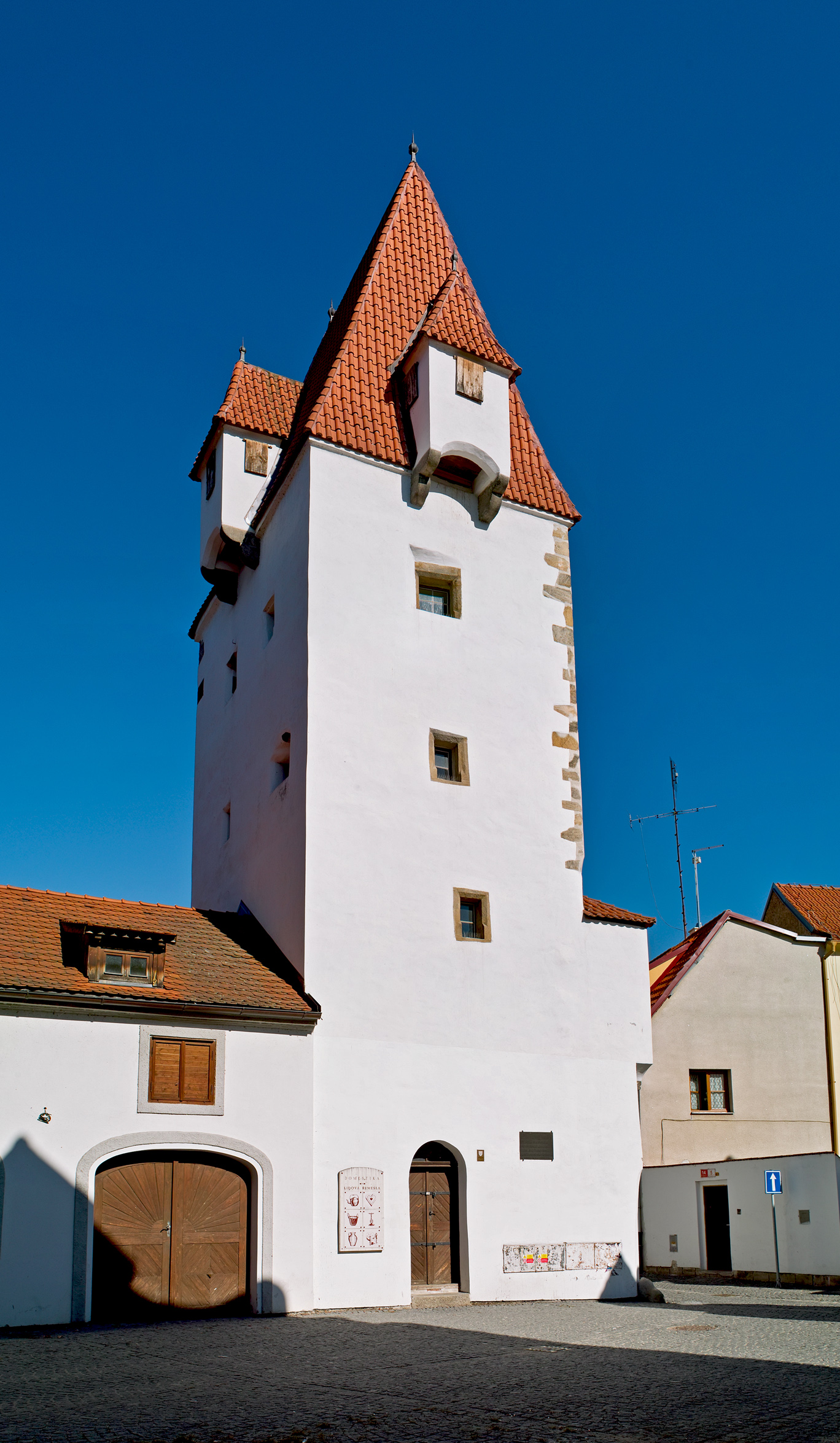
Rabensteiner Turm in Budweis (Feldseite)

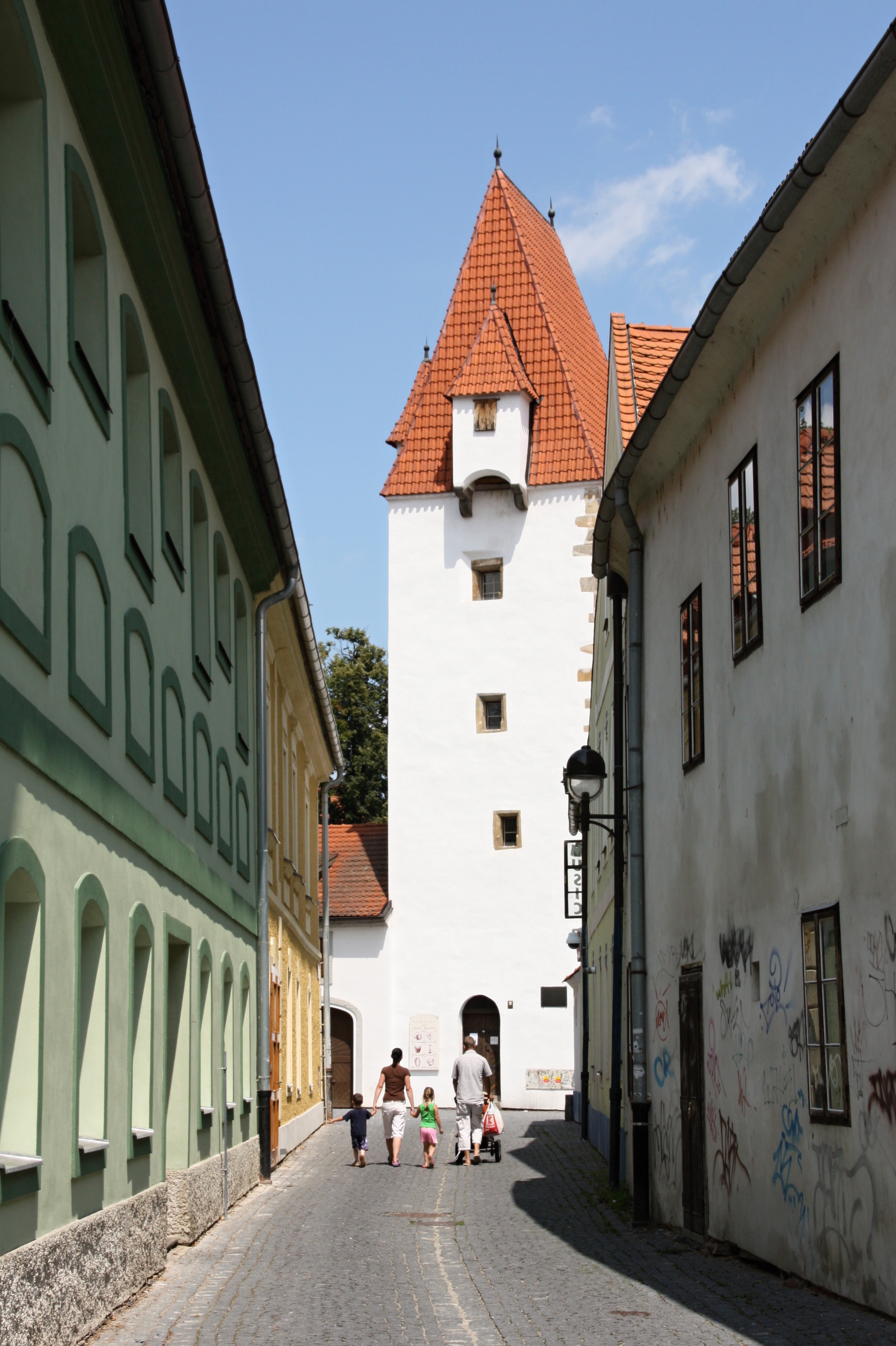
Stadtseite

Der Rabensteiner Turm (tschechisch Rabenštejnská věž) in Budweis (tschechisch České Budějovice), der größten Stadt in Südböhmen und Verwaltungssitz der Südböhmischen Region in Tschechien, wurde im 14./15. Jahrhundert errichtet. Das Stadttor ist seit 1958 ein geschütztes Kulturdenkmal.

## Geschichte
Der Rabensteiner Turm ist nach einem Subprior des naheliegenden Dominikanerklosters benannt. Der Turm war Bestandteil der mittelalterlichen Budweiser Stadtbefestigung, deren westlicher Teil bis zum Festungsturm Eiserne Jungfrau im Süden großteils erhalten ist. Der Turm diente auch der Stadtwache als ein Gefängnis für kleinere Vergehen.
Heute befindet sich im Turm ein Museum.

## Gebäude
Der verputzte Turm am nördlichen Rand der Altstadt ist auf rechteckigem Grundriss erbaut. Das hohe Walmdach ist durch drei Erker unterbrochen. Im ersten Stockwerk sind Reste eines Wehrganges auf Kragsteinen erhalten. Im unteren Teil findet man Reste des früheren Gefängnisses.